# 詹姆斯·麦迪逊信息自由奖
詹姆斯·麦迪逊信息自由奖（英文：James Madison Freedom of Information Award），旧金山湾区一個頒獎予言论自由，特别是信息自由的进步显著的贡献（如信息立法和开放的政府自由）的个人和组织的獎項。
该奖项旨在反映美国前政治家和总统詹姆斯·麦迪逊的精神。
该奖项頒給捍卫公众获取政府会议，公共记录或推动言论自由等一般性的媒体和社区组织，新闻工作者，学生和公民。